# Taraxippus paliurus
Taraxippus paliurus är en insektsart som beskrevs av Moxey 1971. Taraxippus paliurus ingår i släktet Taraxippus och familjen Pseudophasmatidae. Inga underarter finns listade i Catalogue of Life.